# Raspailia nuda
Raspailia nuda är en svampdjursart som beskrevs av Jörn Hentschel 1911. Raspailia nuda ingår i släktet Raspailia och familjen Raspailiidae. Inga underarter finns listade i Catalogue of Life.